# Viènç
Viènç (en francès Viens) és un municipi francès situat al departament de la Valclusa i a la regió de Provença – Alps – Costa Blava.

## Demografia
| 1851                                       | 1962 | 1968 | 1975 | 1982 | 1990 | 1999 | 2006 | 2011 |
| ------------------------------------------ | ---- | ---- | ---- | ---- | ---- | ---- | ---- | ---- |
| 1186                                       | 286  | 300  | 304  | 401  | 458  | 491  | 564  | 621  |
| Des de 1962: població sense dobles comptes |      |      |      |      |      |      |      |      |

## Administració
| Període   | Identitat          | Partit |
| --------- | ------------------ | ------ |
| 2001-2015 | Jean-Pierre Peyron | PCF    |
| 2015-     | Mireille Dumestre  |        |